# Gaya (Distrikt)
Der Distrikt Gaya (Hindi गया ज़िला, Urdu گیا ضلع) ist ein Distrikt des indischen Bundesstaats Bihar. Verwaltungs- und Wirtschaftszentrum ist die knapp 500.000 Einwohner zählende Stadt Gaya.

## Geographie
Der Distrikt Gaya befindet sich im Süden des Bundesstaats Bihar; er bildet den Übergang von den ca. 300 m hohen nördlichen Ausläufern des Vindhyagebirges zur nur noch ungefähr 100 m hoch gelegenen Gangesebene. Er grenzt im Westen an den Distrikt Aurangabad, im Nordwesten an den Distrikt Arwal, im Norden an den Distrikt Jehanabad, im Nordosten an den Distrikt Nalanda, im Osten an den Distrikt Nawada und im Süden an den Bundesstaat Jharkhand. Wichtigster Fluss ist der Falgu sowie seine beiden Quellflüsse Lilajan und Mohana. Wichtigste Städte sind Gaya mit knapp 500.000 sowie Bodhgaya und Sherghati mit jeweils gut 40.000 Einwohnern. Das Klima ist warm bis heiß; Regen fällt nahezu ausschließlich in den sommerlichen Monsunmonaten.

## Geschichte

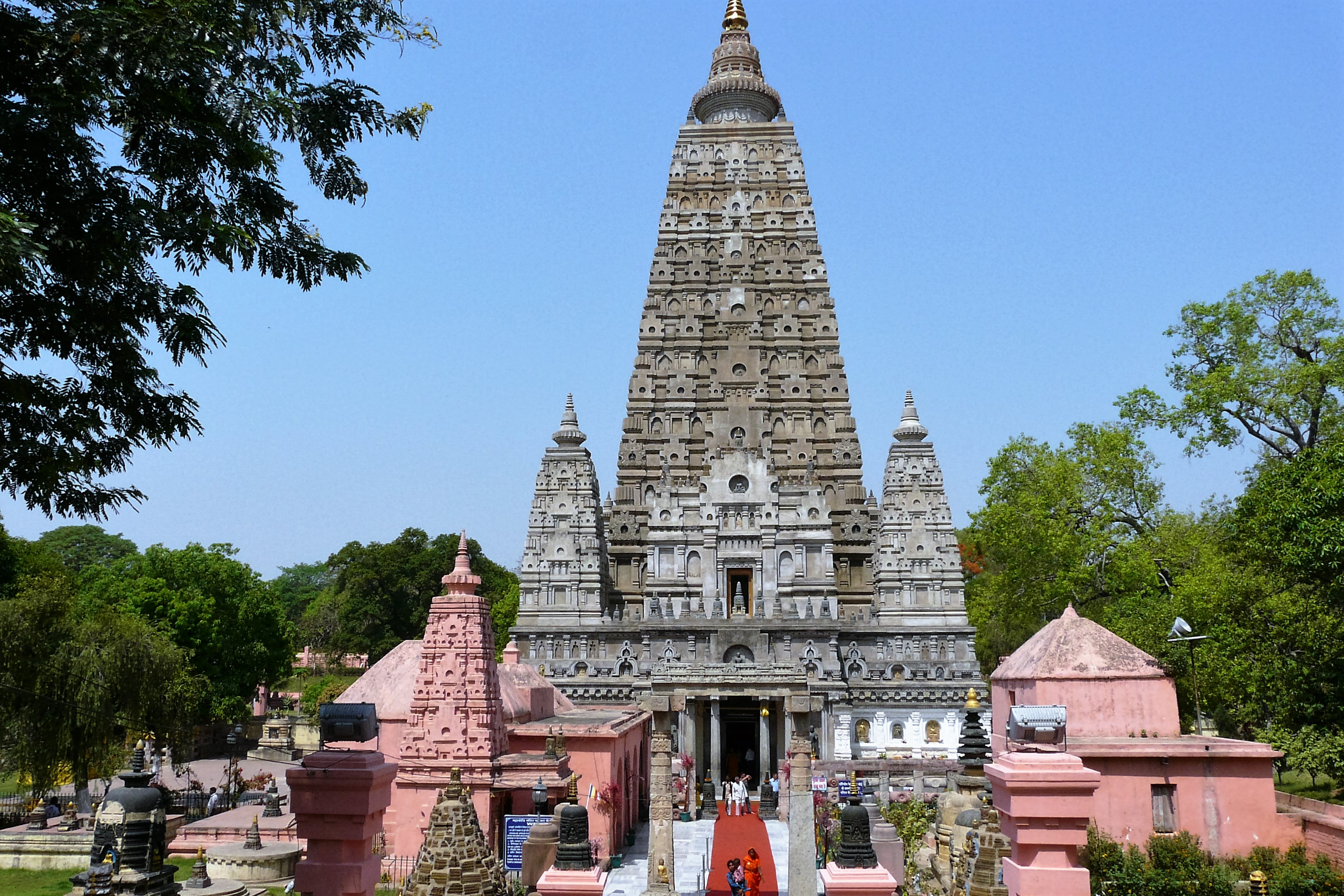
Mahabodhi-Tempel in Bodhgaya

Die Stadt Gaya wird bereits im altindischen Epos Ramayana erwähnt; im Mahabharata erscheint sie unter dem Namen Gayapuri. Der Überlieferung zufolge erlangte Siddharta Gautama (Buddha) seine Erleuchtung unter einem Bodhi-Baum in Bodhgaya. Die abseits gelegene Region befand sich jahrhundertelang in der Hand von Stämmen. Erst im 16. Jahrhundert gelang es dem in Sasaram geborenen Sher Khan Suri (reg. ca. 1530–1545) und seinem Sohn Islam Shah Suri (reg. 1545–1553) vorübergehend das Gebiet zu organisieren, modernisieren und über die alte Grand Trunk Road an Zentralindien und an Bengalen anzuschließen. Nach deren Tod bildete es jedoch nur mehr eine wenig beachtete Randzone des Mogulreiches und danach von Britisch-Indien. Der Distrikt entstand im Jahr 1865; in den Jahren 1976 und 1988 wurden die neu geschaffenen Distrikte Aurangabad, Nawada und Jehanabad abgespalten. Der gesamte Distrikt gehört zum naxalitisch-kommunistisch beeinflussten „Roten Korridor“.

## Bevölkerung
Die folgende Tabelle zeigt die Bevölkerungsentwicklung der letzten Jahrzehnte.
| Jahr      | 1981      | 1991      | 2001      | 2011      |
| Einwohner | 2.150.406 | 2.664.803 | 3.473.428 | 4.391.418 |
| Änderung  | +24,62 %  | +23,92 %  | +30,34 %  | +26,43 %  |

Hindus dominieren in den Dörfern auf dem Lande (ca. 88,5 %); in den Städten gibt es auch eine nicht unerhebliche Zahl von Muslimen (ca. 11 % der Gesamtbevölkerung); Sikhs, Buddhisten, Jains und Christen bilden zahlenmäßig nur kleine Randgruppen. In der Dekade zwischen 2001 und 2011 wuchs die Bevölkerung um gut 20 % auf knapp 4,5 Millionen an, wobei der männliche Bevölkerungsanteil den weiblichen um etwa 5 % übersteigt. Knapp 87 % der Bevölkerung lebt in den Dörfern auf dem Lande; ein Drittel der Menschen (zumeist Frauen) gelten als Analphabeten. Die vorwiegende Sprache ist Hindi.

## Wirtschaft
Traditionell spielt die Landwirtschaft die dominierende Rolle im Wirtschaftsleben des Distrikts; Hauptanbauprodukte sind Reis, Linsen, Weizen und Raps. In den Städten haben sich Handwerk, Handel sowie kleinere Industrie- und Dienstleistungsunternehmen angesiedelt. Eine wichtige Rolle spielt die Textilproduktion.

## Sehenswürdigkeiten
Die Hauptsehenswürdigkeiten des Distrikts befinden sich allesamt in der alten Stadt Bodhgaya ca. 15 km südlich von Gaya.